# Seznam poslanců Moravského zemského sněmu (1848–1849)
Toto je seznam poslanců Moravského zemského sněmu ve volebním období 1848–1849. Zahrnuje všechny členy Moravského zemského sněmu ve funkčním období od zemských voleb roku 1848 do roku 1849. 
Sněm se sešel poprvé 31. května 1848 a 24. ledna 1849 byl odročen. Zasedali na něm poslanci v pěti kuriích:
- virilisté a majitelé panství a velkostatků a představení klášterů v držení velkostatků, kteří se byli ku sněmu přihlásili (celkem 58 poslanců)
- poslanci korporací a měst v držení velkostatků (celkem 18 poslanců)
- poslanci za vysoké školy olomoucké (celkem 5 poslanců)
- poslanci za města moravská (celkem 77 poslanců)
- poslanci za venkovské obce (celkem 103 poslanců)

Na zemském sněmu zasedali i tzv. náhradníci. To byly osoby, které si podle sněmovního usnesení z června 1848 vybírali sami poslanci pro zastupování na sněmu v případě časového zaneprázdnění nebo když byli zvoleni na celostátní Říšský sněm.
| Jméno                           | Kurie                                | Volební obvod                                            | Strana | Poznámka                                                                               |
| ------------------------------- | ------------------------------------ | -------------------------------------------------------- | ------ | -------------------------------------------------------------------------------------- |
| Abel Ferdinand                  | městská                              | Prostějov                                                |        | 4. 10. 1848 volba zrušena (náhradník Vincenc Hundsfeld). V lednu 1849 opětovně zvolen. |
| Adamec Václav                   | venkovských obcí                     | Nový Rousínov                                            |        |                                                                                        |
| Albin Heinrich                  | městská                              | Brno                                                     |        | Profesor                                                                               |
| Baratta Karel                   | virilisté a velkostatky              |                                                          |        | Budišov                                                                                |
| Bartenstein Josef               | virilisté a velkostatky              |                                                          |        | Jindřichov (mor. enklávy)                                                              |
| Bauer Theodor                   | městská                              | Brno                                                     |        | Továrník                                                                               |
| Beck Josef                      | venkovských obcí                     | Jemnice                                                  |        | (náhradník Ferdinand Heidler)                                                          |
| Belcredi Egbert                 | virilisté a velkostatky              |                                                          |        | Líšeň, Imravov                                                                         |
| Bartenstein Josef               | virilisté a velkostatky              |                                                          |        | Jindřichov (mor. enklávy)                                                              |
| Belrupt Ondřej (hrabě Gustav)   | virilisté a velkostatky              |                                                          |        | Všechovice, Provodovice                                                                |
| Berger Antonín                  | venkovských obcí                     | Hranice, Spálov                                          |        | (náhradník Antonín Vrbík)                                                              |
| Bělíček Jan                     | venkovských obcí                     | Vizovice                                                 |        |                                                                                        |
| Bláha Matěj                     | venkovských obcí                     | Telč                                                     |        |                                                                                        |
| Blankenstein Karel              | virilisté a velkostatky              |                                                          |        | Batelov                                                                                |
| Blaschke František              | městská                              | Rýmařov                                                  |        | Purkmistr (náhradník Alois Hönnigschmied).                                             |
| Blažek František                | městská                              | Ivančice                                                 |        |                                                                                        |
| Boženek Antonín                 | venkovských obcí                     | Klobouky                                                 |        | 28. 10. 1848 volba zrušena.                                                            |
| Böhnisch Josef                  | venkovských obcí                     | Hukovice, St. Jičín, Fulnek                              |        | (náhradník Jan Blaschke)                                                               |
| Bradík Josef                    | venkovských obcí                     | Roketnice                                                |        | Rychtář v Žalkovicích.                                                                 |
| Brandtner Karel                 | městská                              | Jihlava                                                  |        |                                                                                        |
| Breit František                 | venkovských obcí                     | Dačice                                                   |        | Volba zrušena, pak uznán za poslance.                                                  |
| Bretton Oktavian                | virilisté a velkostatky              |                                                          |        | Zlín                                                                                   |
| Brosig Ferdinand                | venkovských obcí                     | Krásná                                                   |        |                                                                                        |
| Bubna Ferdinand                 | virilisté a velkostatky              |                                                          |        | Křtiny, Zabrdovice                                                                     |
| Budišovský Jan                  | městská                              | Třebíč                                                   |        |                                                                                        |
| Buchberger Anton                | městská                              | Znojmo                                                   |        |                                                                                        |
| Bureš Jan                       | venkovských obcí                     | Klobouky                                                 |        |                                                                                        |
| Cásek Josef                     | venkovských obcí                     | Plumlov                                                  |        |                                                                                        |
| Cuker František                 | venkovských obcí                     | Pravčice                                                 |        |                                                                                        |
| Czibulka Josef                  | městská                              | Boskovice                                                |        | Zemský rada                                                                            |
| Čambala Tomáš                   | venkovských obcí                     | Strážnice                                                |        |                                                                                        |
| Čížek Josef                     | městská                              | Brno                                                     |        | Měšťan                                                                                 |
| Dalberg Karel st.               | virilisté a velkostatky              |                                                          |        | Dačice                                                                                 |
| Dietl Vincenc                   | venkovských obcí                     | Jihlava                                                  |        |                                                                                        |
| Dobeš Antonín                   | venkovských obcí                     | Žarošice                                                 |        | Čtvrtláník v Nasedlovicích.                                                            |
| Dubský Emanuel                  | virilisté a velkostatky              |                                                          |        | Lysice                                                                                 |
| Dvořáček Filip                  | městská                              | Podivín, Tišnov                                          |        |                                                                                        |
| Dvořáček Jan                    | virilisté a velkostatky              |                                                          |        | Maříž                                                                                  |
| Dvořák Jan                      | městská                              | Brušperk, Val. Meziříčí                                  |        | Syndikus.                                                                              |
| Dvořák Jan                      | venkovských obcí                     | Hošťálkov                                                |        |                                                                                        |
| Dvořák Jan                      | venkovských obcí                     | Doubravice                                               |        | Rychtář v Dlouhomilově (náhradník Jan Dominik Rušil).                                  |
| Elsinger František              | venkovských obcí                     | Znojmo                                                   |        |                                                                                        |
| Elsinger Jan                    | korporace a města v drž. velkostatků |                                                          |        | Znojmo                                                                                 |
| d'Elvert Christian              | městská                              | Brno                                                     |        | Komisař kraj. soudu                                                                    |
| Ernst Michal                    | městská                              | Znojmo                                                   |        |                                                                                        |
| Faschank Johann                 | městská                              | Olomouc                                                  |        |                                                                                        |
| Feifalik Johann                 | městská                              | Brno                                                     |        | Magistr. rada (náhradník Ignát Krinner)                                                |
| Feistmantel Karel               | virilisté a velkostatky              |                                                          |        | Těšany                                                                                 |
| Fentler Jan                     | městská                              | Kroměříž                                                 |        |                                                                                        |
| Ficker Antonín                  | městská                              | Prostějov                                                |        | 4. 10. 1848 volba zrušena. V lednu 1849 opětovně zvolen.                               |
| Fiedler Florian                 | městská                              | Šternberk                                                |        |                                                                                        |
| Floder František                | venkovských obcí                     | Židlochovice                                             |        |                                                                                        |
| Franz Bedřich                   | vysoké školy Olomouc                 | Filoz. fakulta                                           |        |                                                                                        |
| Franzl František                | městská                              | Mor. Budějovice, Mor. Krumlov                            |        | (náhradník Václav Oderský)                                                             |
| Frebort Jiří                    | venkovských obcí                     | Březovice                                                |        |                                                                                        |
| Frey Jakub                      | venkovských obcí                     | Třešť                                                    |        | Gruntovník v Nové Vsi.                                                                 |
| Friedl Jakub                    | městská                              | Hranice                                                  |        |                                                                                        |
| Friedl Jan                      | korporace a města v drž. velkostatků |                                                          |        | Mor. Třebová                                                                           |
| Fuňák Karel                     | městská                              | Hodonín                                                  |        | Měšťan                                                                                 |
| Fürstenberg Bedřich             | vysoké školy Olomouc                 | Bohoslov. fakulta                                        |        |                                                                                        |
| Fux Bedřich                     | korporace a města v drž. velkostatků |                                                          |        | Třebíč                                                                                 |
| Girziczek Franz                 | městská                              | Vyškov                                                   |        | Syndikus                                                                               |
| Gogela Jakub                    | městská                              | Přerov                                                   |        | (náhradník Vojtěch Turovský)                                                           |
| Golda Vincenc                   | městská                              | Šternberk                                                |        | Syndikus ve Šternberku.                                                                |
| Gottwald Rudolf                 | venkovských obcí                     | Bzenec                                                   |        |                                                                                        |
| Götz Franz                      | městská                              | Mikulov                                                  |        | MUDr. (náhradník Rudolf Bartel)                                                        |
| Grill František                 | venkovských obcí                     | Lednice                                                  |        |                                                                                        |
| Gromes Josef                    | venkovských obcí                     | Mor. Třebová                                             |        | Gruntovník v Linharticích                                                              |
| Grögler Alois                   | venkovských obcí                     | Janovice                                                 |        |                                                                                        |
| Handl Jan                       | venkovských obcí                     | Mor. Krumlov                                             |        |                                                                                        |
| Harbich Filip                   | městská                              | Beroun, Dvorce                                           |        | Syndikus v Berouně                                                                     |
| Hartlánek Antonín               | městská                              | Holešov                                                  |        | (náhradník Tomáš Prusinovský)                                                          |
| Hebnar Jakub                    | venkovských obcí                     | Nenakonice                                               |        |                                                                                        |
| Hennig Antonín                  | městská                              | Brno                                                     |        | C. k. apelační rada                                                                    |
| rytíř Hentschl                  | virilisté a velkostatky              |                                                          |        | manský statek Kostelec                                                                 |
| J. Herberstein hrabě            | virilisté a velkostatky              |                                                          |        | Jaroměřice                                                                             |
| Herring Jan                     | virilisté a velkostatky              |                                                          |        | Habrovany                                                                              |
| Heřmanský František             | venkovských obcí                     | Ostravice                                                |        |                                                                                        |
| Hinner František                | venkovských obcí                     | Nový Jičín                                               |        |                                                                                        |
| Hirsch Samson                   | městská                              | Mikulov                                                  |        | Zemský rabín                                                                           |
| Hloch František                 | venkovských obcí                     | Uničov                                                   |        | (náhradník František Gabriel)                                                          |
| Hložek Josef                    | venkovských obcí                     | Napajedla                                                |        |                                                                                        |
| Hnilo Jan                       | venkovských obcí                     | Brumov                                                   |        |                                                                                        |
| Hoffmann Josef                  | korporace a města v drž. velkostatků |                                                          |        | Prostějov                                                                              |
| Holle Jindřich                  | korporace a města v drž. velkostatků |                                                          |        | Prelát olomoucký, Stará Bělá, Haňovice                                                 |
| Holle Štěpán                    | virilisté a velkostatky              |                                                          |        | Choryň                                                                                 |
| Honheiser Josef                 | městská                              | Březová, Litovel                                         |        |                                                                                        |
| Honrichs K. svob. pán           | virilisté a velkostatky              |                                                          |        | Kunštát                                                                                |
| Hönig František                 | venkovských obcí                     | Brtnice                                                  |        |                                                                                        |
| Hrna Ignát                      | venkovských obcí                     | Uh. Hradiště                                             |        |                                                                                        |
| Hrůza Leopold                   | venkovských obcí                     | Rajhrad                                                  |        |                                                                                        |
| Hubík Josef                     | venkovských obcí                     | Holešov                                                  |        |                                                                                        |
| Chládek František               | městská                              | Žďár                                                     |        |                                                                                        |
| Chlumecký Petr                  | virilisté a velkostatky              |                                                          |        | Říkovice                                                                               |
| Chlumský Jan                    | venkovských obcí                     | Imravov                                                  |        |                                                                                        |
| Chorinský Bedřich               | virilisté a velkostatky              |                                                          |        | Veselí                                                                                 |
| Izáček Josef                    | venkovských obcí                     | Olomouc                                                  |        |                                                                                        |
| Jahn Antonín                    | venkovských obcí                     | Uh. Brod                                                 |        | (náhradník Antonín Procházka, 5. 1. 1849 rezignoval)                                   |
| Judex František                 | městská                              | Jihlava                                                  |        |                                                                                        |
| Julínek František               | venkovských obcí                     | Rajec                                                    |        |                                                                                        |
| Jurajda Michal                  | venkovských obcí                     | Val. Meziříčí, Rožnov                                    |        |                                                                                        |
| Kaláb František                 | městská                              | Vel. Meziříčí                                            |        |                                                                                        |
| Kalužík Jan                     | venkovských obcí                     | Břeclav                                                  |        | Volba zrušena, pak uznán opět za poslance.                                             |
| Klečka Petr                     | venkovských obcí                     | Hukvaldy, Stará Ves                                      |        |                                                                                        |
| Klein František                 | virilisté a velkostatky              |                                                          |        | Visenberk                                                                              |
| Klement Josef                   | městská                              | Libavá                                                   |        | Měšťan                                                                                 |
| Knězek Dominik                  | městská                              | Příbor                                                   |        | Měšťan.                                                                                |
| Koller Ferdinand                | korporace a města v drž. velkostatků |                                                          |        | Uničov                                                                                 |
| Konečný Jan                     | venkovských obcí                     | Bystřice p. H.                                           |        | z Prusinovic                                                                           |
| Koppel Jan                      | vysoké školy Olomouc                 | Právn. fakulta                                           |        |                                                                                        |
| Kornherr Jan                    | venkovských obcí                     | Pohořelice                                               |        |                                                                                        |
| Kostrošic Vilém                 | městská                              | Mor. Ostrava                                             |        | (náhradník František Krämer)                                                           |
| Kotela Jiří                     | venkovských obcí                     | Vsetín                                                   |        |                                                                                        |
| Kovář Vincenc                   | venkovských obcí                     | Letovice, Křetín, Boskovice                              |        |                                                                                        |
| Kratochvíla Karel               | městská                              | Kyjov                                                    |        |                                                                                        |
| Krämer František                | městská                              | Uh. Hradiště                                             |        | Měšťan.                                                                                |
| Kretschmer Ferdinand            | městská                              | Osoblaha                                                 |        | (náhradník František Zimmermann)                                                       |
| Kuběnda Jiří                    | venkovských obcí                     | Hranice, panství Loučka, Bránky, Podolí, Hustopeče, Kelč |        |                                                                                        |
| Kuchyňka Antonín                | venkovských obcí                     | Lechovice                                                |        | Mlynář v Domšicích.                                                                    |
| Kunstfeld Josef                 | venkovských obcí                     | Úsov                                                     |        | Gruntovník v Podolí.                                                                   |
| Kvasnička Josef                 | venkovských obcí                     | Zdounky                                                  |        |                                                                                        |
| Lahner Johann                   | městská                              | Mikulov                                                  |        | (náhradník Jan Zipfel)                                                                 |
| Lachnit Jan                     | korporace a města v drž. velkostatků |                                                          |        | Kroměříž, za manské statky                                                             |
| Laminet Josef                   | virilisté a velkostatky              |                                                          |        | Rantířov                                                                               |
| Larisch-Mönnich Jindřich        | virilisté a velkostatky              |                                                          |        | manský statek Životice                                                                 |
| Laufer Karel                    | venkovských obcí                     | opavské enklávy                                          |        |                                                                                        |
| Lausch Josef                    | korporace a města v drž. velkostatků |                                                          |        | Příbor, za manské statky Petrovice a Véska                                             |
| Liechtenstein Alois             | virilisté a velkostatky              |                                                          |        | za 16 panství na Moravě                                                                |
| Linhart Ferdinand               | virilisté a velkostatky              |                                                          |        | Vážany                                                                                 |
| Lobkovic Ludvík                 | virilisté a velkostatky              |                                                          |        | Fryšava                                                                                |
| Logothetty Hugo                 | virilisté a velkostatky              |                                                          |        | Březolupy                                                                              |
| Loudon A. svob. pán             | virilisté a velkostatky              |                                                          |        | Bystřice p. Hostýnem                                                                   |
| Lubich Antonín                  | venkovských obcí                     | Krumperky                                                |        | (náhradník František Kopp)                                                             |
| Magnis Filip                    | virilisté a velkostatky              |                                                          |        | Strážnice                                                                              |
| Machálek Pavel                  | městská                              | Strážnice                                                |        | (náhradník Jan Maier)                                                                  |
| Malý Josef                      | vysoké školy Olomouc                 | Rektor                                                   |        |                                                                                        |
| Mandelblüh Franz                | městská                              | Olomouc                                                  |        | Advokát                                                                                |
| Mandl Jan                       | venkovských obcí                     | Mor. Krumlov                                             |        |                                                                                        |
| Manner Michal                   | virilisté a velkostatky              |                                                          |        | Bohdalice                                                                              |
| Mayer Kajetan                   | městská                              | Brno                                                     |        | Advokát (náhradník Eugen Schlemlein)                                                   |
| Mazel Josef                     | venkovských obcí                     | Žďár                                                     |        |                                                                                        |
| Meixner Jan                     | venkovských obcí                     | Loučka, Sovinec                                          |        |                                                                                        |
| Mekiska Jan starší              | městská                              | Prostějov                                                |        | 4. 10. 1848 volba zrušena (náhradník Vincenc Hundsfeld). V lednu 1849 opětovně zvolen. |
| Menzel Vincenc                  | městská                              | Brno                                                     |        | Měšťan                                                                                 |
| Mick Karel                      | venkovských obcí                     | Mor. Beroun                                              |        | (náhradník Konstantin Schneider)                                                       |
| Mičánek Josef                   | venkovských obcí                     | Kuřim (Pejškov)                                          |        |                                                                                        |
| Minx Jan                        | venkovských obcí                     | Zdislavice                                               |        | Čtvrtláník ve Slížanech.                                                               |
| Mitrovský Vladimír              | virilisté a velkostatky              |                                                          |        | Pernštýn. Rezignoval v prosinci 1848.                                                  |
| Mucha Jan                       | venkovských obcí                     | Olešnice                                                 |        |                                                                                        |
| Müller František                | venkovských obcí                     | Bučovice                                                 |        | Řeznický mistr a čtvrtláník ve Starých Hvězdlicích (náhradník Václav Reich).           |
| Müller Ignát                    | venkovských obcí                     | Velký Losín                                              |        |                                                                                        |
| Münzer Josef                    | venkovských obcí                     | Dívčí Hrady v moravských enklávách                       |        | Dědičný rychtář v Matějovicích (náhradník Karel Löhnert)                               |
| Napp Cyril                      | virilisté a velkostatky              |                                                          |        | prelát starobrněnský, Nové Hvězdlice, Šardice                                          |
| Nárožný Jan                     | městská                              | Uh. Brod                                                 |        |                                                                                        |
| Neissl Karel                    | korporace a města v drž. velkostatků |                                                          |        | Olomouc                                                                                |
| Nemerád Jakub                   | venkovských obcí                     | Čechy                                                    |        |                                                                                        |
| Neumann Jakub                   | venkovských obcí                     | Tovačov                                                  |        |                                                                                        |
| Němec Jan                       | venkovských obcí                     | Lipník                                                   |        | Rychtář ve Vacenovicích.                                                               |
| Nováček František               | venkovských obcí                     | Náměšť n. O.                                             |        | Pololáník ve Studenci.                                                                 |
| Oberleithner Eduard             | městská                              | Šumperk                                                  |        |                                                                                        |
| Osolsobě Karel                  | městská                              | Olomouc                                                  |        |                                                                                        |
| Pauspertl z Drachenthalu Jan    | virilisté a velkostatky              |                                                          |        | Nezděnice                                                                              |
| Pauspertl z Drachenthalu Tobiáš | virilisté a velkostatky              |                                                          |        | Citov                                                                                  |
| Pemsel Ludvík                   | korporace a města v drž. velkostatků |                                                          |        | Brno, za statek Kuřim                                                                  |
| Penka František                 | venkovských obcí                     | Čtyřicet Lánů                                            |        | Statkář ve Staré Vsi                                                                   |
| Piruchta Josef                  | venkovských obcí                     | Hrotovice                                                |        |                                                                                        |
| Pískovský Karel                 | městská                              | Kojetín                                                  |        |                                                                                        |
| Pittner Petr                    | městská                              | Brno                                                     |        | Majitel domu na rynku                                                                  |
| Poiger František                | venkovských obcí                     | Štítary                                                  |        |                                                                                        |
| Polanský Adolf                  | virilisté a velkostatky              |                                                          |        | Jesenec                                                                                |
| Pospíšil Šimon                  | venkovských obcí                     | Haňovice                                                 |        |                                                                                        |
| Pražák Alois                    | korporace a města v drž. velkostatků |                                                          |        | Uh. Hradiště                                                                           |
| Josef Příhoda                   | venkovských obcí                     | Vel. Meziříčí                                            |        |                                                                                        |
| Příza Kristián                  | virilisté a velkostatky              |                                                          |        | Konice, Stražisko                                                                      |
| Raab Bernard                    | městská                              | Jihlava                                                  |        |                                                                                        |
| Rada Filip                      | venkovských obcí                     | Jevišovice                                               |        |                                                                                        |
| Richter Jan                     | venkovských obcí                     | Chrlice                                                  |        | (náhradník Antonín Richter)                                                            |
| Richter Raimund                 | městská                              | Budišov                                                  |        | (Náhradník Jan Steiger).                                                               |
| Roller František                | městská                              | Uničov                                                   |        |                                                                                        |
| Saint-Genois Filip              | virilisté a velkostatky              |                                                          |        | Klášter Hradisko                                                                       |
| Salm Hugo                       | virilisté a velkostatky              |                                                          |        | Blansko, Rajec                                                                         |
| Seka Ferdinand                  | virilisté a velkostatky              |                                                          |        | Prelát novoříšský, Nová Říše                                                           |
| Serényi Jan Alfons              | virilisté a velkostatky              |                                                          |        | Luhačovice                                                                             |
| Schaffgotsche Antonín           | virilisté a velkostatky              |                                                          |        | Biskup brněnský, Chrlice.                                                              |
| Schaffgotsche Jan Josef         | virilisté a velkostatky              |                                                          |        | Biskupice                                                                              |
| Schell svob. pán                | virilisté a velkostatky              |                                                          |        | Tišnov                                                                                 |
| Schenk Alois                    | městská                              | Nový Jičín                                               |        |                                                                                        |
| Schindler Antonín Teodor        | virilisté a velkostatky              |                                                          |        | Řečkovice                                                                              |
| Schindler Emil                  | virilisté a velkostatky              |                                                          |        | Kunvaldy                                                                               |
| Schlossar Viktor                | virilisté a velkostatky              |                                                          |        | Prelát rajhradský, Rajhrad, Domášov                                                    |
| Schneider Josef                 | venkovských obcí                     | Hevlín                                                   |        |                                                                                        |
| Scholz Pavel                    | korporace a města v drž. velkostatků |                                                          |        | Šumperk                                                                                |
| Schöller Filip                  | městská                              | Brno                                                     |        | Továrník                                                                               |
| Schönburg-Hartenstein A. kníže  | virilisté a velkostatky              |                                                          |        | Staré Brno                                                                             |
| Schönhöffer Karel               | městská                              | Zábřeh, Loštice                                          |        |                                                                                        |
| Schubert Isidor                 | venkovských obcí                     | Mírov                                                    |        |                                                                                        |
| Schulmeister Engelbert          | venkovských obcí                     | Šternberk                                                |        |                                                                                        |
| Schuppler Florián               | korporace a města v drž. velkostatků |                                                          |        | Kyjov (náhradník František Kožený)                                                     |
| Schuster Vilém                  | městská                              | Frenštát                                                 |        |                                                                                        |
| Schwab Engelbert                | venkovských obcí                     | Borotín                                                  |        |                                                                                        |
| Siersch Jan                     | městská                              | Bystřice n. P., Nové Město                               |        | (náhradník Jiří Sablík)                                                                |
| Sommer Václav                   | venkovských obcí                     | Kyjov                                                    |        | Čtvrtláník ve Vracově.                                                                 |
| Spiegel Ferdinand               | virilisté a velkostatky              |                                                          |        | Višňová                                                                                |
| Spousta František               | vysoké školy Olomouc                 | Lékař. - chirurg. oddělení                               |        |                                                                                        |
| Srnec Martin                    | venkovských obcí                     | Rosice                                                   |        |                                                                                        |
| Srnec Šebestián                 | venkovských obcí                     | Uh. Ostroh                                               |        |                                                                                        |
| Stahl Josef                     | virilisté a velkostatky              |                                                          |        | Divnice                                                                                |
| Stanzl Václav                   | venkovských obcí                     | Drnholec                                                 |        |                                                                                        |
| Stark František                 | městská                              | Dačice, Slavonice                                        |        |                                                                                        |
| Steinbrecher Franz Sales        | městská                              | Mor. Třebová                                             |        | (Náhradník Josef Horák).                                                               |
| Steinbrecher Vincenc            | městská                              | Brno                                                     |        | Kupec                                                                                  |
| Sternbach Ferdinand             | virilisté a velkostatky              |                                                          |        | Třešť                                                                                  |
| Sternberg Leopold               | virilisté a velkostatky              |                                                          |        | Malenovice                                                                             |
| Stillfried Filip                | virilisté a velkostatky              |                                                          |        | Vizovice                                                                               |
| Stolfa Gabriel                  | venkovských obcí                     | Dědice                                                   |        | Gruntovník v Ivanovicích.                                                              |
| Strachwic Mořic                 | virilisté a velkostatky              |                                                          |        | Šebetov                                                                                |
| Streit Ignaz                    | korporace a města v drž. velkostatků |                                                          |        | Jihlava (náhradník Jan Ertl)                                                           |
| Strohal Jakub                   | venkovských obcí                     | Olomouc                                                  |        |                                                                                        |
| Stříž Karel                     | venkovských obcí                     | Opatovice                                                |        |                                                                                        |
| Szábel Balthasar                | městská                              | Olomouc                                                  |        |                                                                                        |
| Šidlo František                 | venkovských obcí                     | Uh. Hradiště                                             |        |                                                                                        |
| Šíp František                   | venkovských obcí                     | Mor. Ostrava                                             |        |                                                                                        |
| Špatinka Dominik                | venkovských obcí                     | Starý Rousínov                                           |        | ze Slavkova.                                                                           |
| Šrámek Jakub                    | městská                              | Jihlava                                                  |        |                                                                                        |
| Štafa Antonín                   | venkovských obcí                     | Dolní Kounice                                            |        |                                                                                        |
| Tempele Josef                   | městská                              | Nový Jičín                                               |        |                                                                                        |
| Tesař František                 | venkovských obcí                     | Lysice                                                   |        |                                                                                        |
| Thiery Antonín                  | městská                              | Fulnek                                                   |        | Měšťan                                                                                 |
| Topenčík Karel                  | venkovských obcí                     | Mutěnice                                                 |        |                                                                                        |
| Toufar Matěj                    | venkovských obcí                     | Třebíč, Budišov                                          |        |                                                                                        |
| Trávníček Jakub                 | korporace a města v drž. velkostatků |                                                          |        | Litovel                                                                                |
| Tropper Jan                     | venkovských obcí                     | Potštát                                                  |        |                                                                                        |
| Truxa Karel                     | venkovských obcí                     | Letovice                                                 |        | C. k. železniční inženýr.                                                              |
| Tureček Karel                   | městská                              | Brno                                                     |        | Obchodník                                                                              |
| Uhlíř Josef                     | venkovských obcí                     | Lomnice                                                  |        |                                                                                        |
| Uhlíř Josef                     | venkovských obcí                     | Moravec                                                  |        |                                                                                        |
| Ulrich Eduard                   | městská                              | Brno                                                     |        | Advokát (náhradník Anton Haberler)                                                     |
| Urban Jan                       | venkovských obcí                     | Bludov                                                   |        |                                                                                        |
| Vaněk Josef                     | venkovských obcí                     | Sloup                                                    |        |                                                                                        |
| Vaníček Jan                     | městská                              | Jihlava                                                  |        |                                                                                        |
| Vetter-Lilie Vincenc            | virilisté a velkostatky              |                                                          |        | Přestavlky                                                                             |
| Vítek Martin                    | venkovských obcí                     | Luhačovice                                               |        | (náhradník Šimon Prchla)                                                               |
| Vojkovský Karel                 | virilisté a velkostatky              |                                                          |        | Nejvyšší písař zemský                                                                  |
| Vojtíšek Alois                  | městská                              | Lipník                                                   |        | Syndikus.                                                                              |
| Vokřál Josef                    | korporace a města v drž. velkostatků |                                                          |        | kapitulní děkan v Brně, Podolí                                                         |
| Vondrák Josef                   | městská                              | Telč                                                     |        | (náhradník J. Žídek, protokolista apelační rady v Brně)                                |
| Vorst-Gudenau Klement           | virilisté a velkostatky              |                                                          |        | Žadlovice                                                                              |
| Wachtler Josef                  | virilisté a velkostatky              |                                                          |        | Vsetín                                                                                 |
| Weeger Leopold                  | městská                              | Brno                                                     |        | Továrník                                                                               |
| Weinttritt Vincenc              | korporace a města v drž. velkostatků |                                                          |        | probošt mikulovský, Jiřice                                                             |
| Weisbrich Josef                 | korporace a města v drž. velkostatků |                                                          |        | Mohelnice, za statek Střítež                                                           |
| Wenzliczke August               | městská                              | Brno                                                     |        | Advokát                                                                                |
| Werner Jan                      | městská                              | Svitavy                                                  |        |                                                                                        |
| Widmann Antonín                 | virilisté a velkostatky              |                                                          |        | Luka                                                                                   |
| Widmann Adalbert                | virilisté a velkostatky              |                                                          |        | Plaveč                                                                                 |
| Wildfer Vilém                   | městská                              | Mohelnice                                                |        |                                                                                        |
| Wilsdorf Antonín                | městská                              | Hustopeče                                                |        | MUDr.                                                                                  |
| Winkler Norbert                 | venkovských obcí                     | Staré Město                                              |        | (náhradník Antonín Langhammer)                                                         |
| Wölhelm Josef                   | městská                              | Jevíčko                                                  |        | Syndikus v Jevíčku (náhradník Antonín Kudla)                                           |
| Wrbna Rudolf                    | virilisté a velkostatky              |                                                          |        | Holešov                                                                                |
| Wurm Josef                      | venkovských obcí                     | Klobouky                                                 |        |                                                                                        |